# Кафе на 101-й улице
«Кафе на 101-й улице» (англ. Shack Out on 101) — шпионский фильм нуар режиссёра Эдварда Дейна, который вышел на экраны в 1955 году.
Фильм рассказывает о событиях, происходящих в придорожном кафе, расположенном недалеко от ядерной лаборатории в Калифорнии. В кафе работают официантка Котти (Терри Мур) и повар Слоб (Ли Марвин), который является тайным иностранным агентом, получающим секретную информацию от сотрудника лаборатории Сэма (Фрэнк Лавджой), у которого роман с Котти. Однако, как выясняется позднее, Сэм является тайным сотрудником ФБР, которому в итоге удаётся разоблачить всю шпионскую сеть Слоба.
Фильм, который не привлёк к себе особенного внимания после первоначального выхода на экраны, со временем стал  классикой трэша. Многие современные критики высоко ценят картину за необычную трактовку антикоммунистической темы, уникальную лаконичную сценографию, остроумные тексты, необычные сцены, а также блестящую актёрскую игру.

## Сюжет
Эффектная блондинка загорает на небольшом пустынном пляже в Южной Калифорнии. К ней подкрадывается здоровый парень, грубо хватает её и целует в губы. Она отталкивает его, между ними начинается потасовка. Наконец, он, смеясь, хватает её на руки и несёт по лестнице к кафе быстрого питания, которое стоит между пляжем и шоссе на вершине холма. Блондинкой оказывается официантка кафе Котти (Терри Мур), которую парень называет Помидорка, а парнем — повар этого кафе по прозвищу Слоб, то есть Разгильдяй (Ли Марвин). В кафе их разнимает владелец заведения, ветеран войны Джордж Бейтер (Кинан Уинн), который обещает Слобу вычесть из его зарплаты стоимость юбки Котти, которую тот испортил во время потасовки. Вскоре в кафе появляется профессор Сэм Бастион (Фрэнк Лавджой), известный учёный, работающий в расположенной поблизости лаборатории ядерных исследований. Узнав о стычке со Слобом, он угрожает ему, после чего проходит в комнату к Котти, где они обнимаются и целуются. Котти говорит, что не собирается всю жизнь быть официанткой и хочет соответствовать уровню Сэма. Она показывает, что последнее время усердно занималась, чтобы сдать экзамен для поступления на государственную службу. К Слобу на кухню приходит местный рыбак Перч (Лен Лессер), который привёз свежую рыбу. Слоб и Перч устраивают шутливую драку, и Джордж вынужден разнимать их. После его ухода Перч передаёт Слобу кассету с фотоплёнкой, получая взамен деньги.
В кафе заходит Эдди (Уит Бисселл), армейский товарищ Джорджа, который работает коммивояжёром. Слоб требует, чтобы тот по гарантии заменил часы, которые тот ему продал некоторое время назад, однако Эдди отвечает, что гарантия не распространяется на случаи, когда владелец часов роняет их в горячий суп. После этого Эдди, заказавший гамбургер, обнаруживает в нём металлическую застёжку от ремешка. Сэм расспрашивает Эдди о здоровье и рекомендует ему обратиться за помощью к специалисту, однако Эдди говорит, что последнее время он идёт на поправку и для него поддержка друзей важнее, чем врачи. Эдди сообщает окружающим, что они с Джорджем в ближайшее время собираются на подводную охоту в Акапулько, после чего выбирают по каталогу подводные ружья. Появляется Котти, радостно приветствуя Эдди. После ухода Сэма в кафе появляются двое водителей — Пепе (Дональд Мёрфи) и Арти (Джесс Баркер), которые работают на соседней птицеферме. Слоб заходит в свою комнату, где извлекает из-под кровати чемодан, проверяет полученную фотоплёнку с математическими формулами и прячет её в потайное место.
Тем временем в кафе Джордж и Эдди вспоминают, как во время Второй мировой войны вместе участвовали в высадке в Нормандии, в ходе которой Джордж едва не погиб, однако Эдди спас его. Джордж говорит, что очень доволен своим нынешним положением — тихим кафе, морем и соснами вокруг. Он говорит другу, что хотел бы жениться на Котти, но Эдди говорит, что у него нет шансов, и советует думать не о женщинах, а о предстоящем приключении. Появляется Котти, замечая, что у Пепе и Арти очень мягкие руки для водителей. Сэм и Котти загорают и целуются на пляже. Она упрекает его в том, что последнее время он стал реже заходить, но Сэм ссылается на загруженность на работе. Однако, по её мнению, при этом он проводит слишком много времени в компании Слоба, разбирая с ним коллекцию морских ракушек, на что Сэм отвечает, что это позволяет ему сбросить стресс. Тем не менее, Котти эти объяснения не удовлетворяют, и она, недовольная, уходит в кафе. Вернувшись в кафе, Сэм находит Котти, просит его извинить, обнимает её и целует. В этот момент с рынка возвращаются Джордж и Слоб, который привёз коробку с ракушками. Сэм и Слоб садятся за отдельный столик, рассматривая ракушки, где Слоб тихо говорит ему, что деньги для него готовы. Недовольная Котти уходит в свою комнату. Тем временем Слоб на кухне прячет деньги в книгу, которую затем передаёт Сэму. За столиком во время разговора Слоб говорит, что занимается этим делом ради славы и власти. Сэм в свою очередь говорит, что делает это исключительно ради денег, а с Котти встречается просто для прикрытия. Затем Сэм напоминает, что он работает со Слобом уже год, однако тот до сих пор не организовал его встречу с их руководителем мистером Грегори, которому мог бы объяснить суть проекта, над которым работает. Предупредив Слоба, чтобы тот не приставал к Котти, Сэм удаляется.
Вскоре в кафе заходит пьяный инженер лаборатории Клод Диллон (Фрэнк де Кова), который громко говорит Слобу в присутствии Сэма, что вляпался в беду и отказывается от денег. Он напоминает, что на днях один учёный исчез во время морской прогулки, и полиция заключила, что он покончил жизнь самоубийством. Диллон вспоминает, что до этого аналогичным образом исчезло ещё двое ведущих специалистов лаборатории, и опасается, что его ожидает та же часть. Когда Диллон начинает кричать о предательстве страны и работе на врага, на шум выходит Котти, слыша окончание разговора. В этот момент Слоб незаметно вонзает Диллону нож в бок.
На следующее утро Сэм заходит к Котти, которая обвиняет его и Слоба в предательстве и отказывается с ним общаться. На пляже Котти пытается завоевать доверие Слоба, чтобы выяснить для себя, насколько Сэм вовлечён в шпионскую деятельность. Когда она говорит Слобу, что Сэм — эгоист, а она хотела бы, чтобы за ней ухаживали, Слоб понимает это по-своему и начинает приставать к Котти. После того, как он пытается её поцеловать, Котти бьёт его и уходит. Вернувшись в кафе, Котти за столиком жалуется Джорджу, что у неё с Сэмом всё кончено. Тогда Джордж между делом предлагает себя в партнёры Котти, говоря, что он пока ещё не так стар, с деньгами и любит её. Котти отвечает, что тоже любит его, но только как друга и если он хочет, даже готова жениться, однако Джордж отвечает, что без искры ничего не получится. Появляется Эдди с коробками, в которых костюмы и оборудования для подводного плавания, а также подводное ружьё. Джордж и Эдди надевают ласты и начинают шутливо разгуливать по залу. Тем временем Пепе и Арти тайно проникают в комнату Слоба, переговариваясь по рации с третьим человеком, который спрятался по соседству среди скал и следит за его передвижениями по кухне. Пепе и Арти находят его чемодан и достают коробку с фотоплёнками, однако не могут найти плёнку с государственными секретами, а также какие-либо указания на то, как вычислить мистера Грегори. Тем временем в зале Котти и Слоб наблюдают за тем, как Джордж и Эдди разгуливают по залу в ластах, а затем берут подводное ружьё и стреляют из него в висящий на стене огромный муляж рыбы. В этот момент на улице начинается ливень, и Котти выходит на улицу, чтобы снять вещи, которые она сушит на верёвке. В этот момент она замечает, как из окна комнаты Слоба вылезают Пепе и Арти, решая, что они тоже предатели и с ним заодно.
Пепе и Арти как ни в чём не бывало заходят в кафе, показывая газету, в которой говорится о том, что в заливе найдено тело пропавшего инженера Диллона. Джордж узнаёт его как одного из клиентов, однако Слоб утверждает, что никогда его не видел. Когда заходит Перч, Слоб отводит его в сторону и делает выговор за то, что тот плохо избавился от тела, после чего прогоняет его. Котти подходит к Пепе и Арти, саркастически заявляя, что их здесь «интересует слишком многое», однако они делают вид, что не поняли намёка. Когда все расходятся, Слоб отправляется мыть посуду, а Котти должна убрать столики. Вместо этого она включает на полную громкость музыкальный автомат, а сама идёт позвонить по телефону-автомату, чтобы Слоб её не слышал. Однако Слоб замечает её действия, подходит к телефону и вешает трубку. Тем временем Перч едет по дороге на грузовике, замечая, как на автозаправочной станции Сэм оживлённо беседует с Пепе и Арти. Котти говорит к Слобу, что она видела как он разговаривал с Дилланом, и значит знаком с ним. После этого она заявляет, что знает всё про него и про водителей, которые тайно выбрались из окна его комнаты. Она предлагает Слобу позвонить в полицию, однако испуганный Слоб заявляет, что у него ничего не пропало, после чего бежит в комнату проверять. Когда Котти уходит к себе, Слоб звонит по телефону Перчу и требует, чтобы тот срочно подготовил лодку для побега в Мексику. Перч сообщает, что видел, как Пепе и Арти беседовали с Сэмом, заявляя, что все они федералы. Встревоженный Слоб вызывает Перча, а сам с ножом врывается в комнату Котти с требованием, чтобы она рассказала всё, что ей известно.
В этот момент раздаётся стук в дверь кафе, и Слоб, вооружившись пистолетом, идёт открывать. Увидев Сэма, он говорит, что Котти уехала с Джорджем на рынок. Сэм проходит внутрь и передаёт Слобу записку, после чего тот спрашивает, хочет ли Сэм увидеть мистера Грегори сегодня вечером. Сэм говорит, что будет рад, но для этого должен отменить все мероприятия в лаборатории. Когда она заходит в телефонную будку, чтобы сделать звонок, туда врывается Слоб, который начинает бить Сэма. Когда обессиленный Сэм падает, из своей комнаты выходит Котти. Она с удивлением спрашивает у Сэма, разве он не заодно со Слобом, и после того, как Сэм отвечает, что нет, Котти обнимает его. В этот момент подъехавшие к кафе Эдди и Джордж наблюдают за происходящим внутри сквозь окно. Слоб достаёт пистолет, и, угрожая оружием, заявляет о намерении выбросить Котти в море, а Сэма использовать в своих интересах. Когда Сэм бросается на Слоба, в кафе врывается Джордж. Слоб стреляет Джорджу в руку, останавливая всех. Догадавшись, что Слоб и есть мистер Грегори, Сэм вступает с ним в политический спор. Тем временем Эдди через служебный вход незаметно проникает в кафе  и прячется за стойкой, ожидая развития событий. На берегу Пепе и Арти следят за лодкой с Перчем, которая причаливает к берегу. Начинается перестрелка, однако раненому Перчу удаётся прорваться внутрь кафе. Эдди даёт Джорджу понять, что он прячется в зале, и тот ему намекает взять подводное ружьё. Когда Пепе и Арти открывают огонь по Слобу, тот пытается бежать из кафе, однако Эдди стреляет в него из подводного ружья, попадая в спину. Они обнимаются и целуются, а Джордж выставляет в окне информационные таблички «Требуется повар», а затем и «Требуется официантка».

## В ролях
- Терри Мур — Котти
- Фрэнк Лавджой — профессор Сэм Бастион
- Кинан Уинн — Джордж
- Ли Марвин — Слоб / мистер Грегори
- Уит Бисселл — Эдди
- Джесс Баркер — Арти
- Дональд Мёрфи — Пепе
- Фрэнк де Кова — профессор Клод Диллон
- Лен Лессер — Перч

## Создатели фильма и исполнители главных ролей
Как написал историк кино Гленн Эриксон, муж и жена Эдвард и Милдред Дейны в 1950-е годы совместно написали сценарии шести фильмов, которые поставил Эдвард. Самым известным среди них стал необычный вампирский вестерн «Проклятие мертвецов» (1959) на студии Universal. По словам Джеффа Стаффорда, Дейн провёл большую часть карьеры в киноиндустрии категории В, где среди его наиболее заметных картины были «Свидания Бостонского Блэки» (1945), «Проклятие мертвецов» (1959), «Крадущийся кот» (196) и «Женщина-пьявка» (1960). Он также работал на телевидении над такими сериалами, как «Гавайский детектив» (1959—1962) и «Дикий, дикий запад» (1966).
Фрэнк Лавджой в начале карьеры снялся в парочке остросоциальных фильмов, таких как «Дом отважных» (1949) и «Звук ярости» (1950). Однако в итоге за ним закрепился образ агента ФБР под прикрытием из фильма «Я был коммунистом для ФБР» (1951). Кроме того, он сыграл в популярных фильмах нуар «Попутчик» (1953), «Стукач» (1955), где был преступником, работавшим под прикрытием на полицию, и картине «Паутина преступления» (1955), где предстал в образе добропорядочного владельца кафе, который во время войны был преступником, убившим американского солдата.
Среди наиболее известных киноработ Терри Мур — роли в приключенческом фильме «Могучий Джо Янг» (1949), мелодраме «Вернись, малышка Шеба» (1952), за роль в которой она была номинирована на «Оскар» как лучшая актриса второго плана, а также в мелодраме «Пейтон-Плэйс» (1957). По словам Стаффорда, Мур более всего известна по фильму «Могучий Джо Янг». Кроме того, она привлекла к себе значительное общественное внимание, когда заявила, что в 1949 году тайно вышла замуж за Говарда Хьюза, и хотя она не смогла представить никаких доказательств, тем не менее Фонд Хьюза в 1984 году выплатил ей немалую сумму в качестве компенсации.
По словам Саффорда, к моменту съёмок этого фильма «Ли Марвин уже был признанным характерным актёром благодаря памятным ролям злодеев в фильмах нуар „Сильная жара“ (1953) и „Плохой день в Блэк-Роке“ (1955). Начиная с фильма „Восемь железных мужчин“ (1952), Марвин стал переходить с ролей второго плана на главные роли, и лишь после вестерн-комедии „Кэт Баллу“ (1965), которая принесла ему „Оскар“ как лучшему актёру, он стал возглавлять списки актёров». Впоследствии Марвин имел впечатляющую актёрскую карьеру благодаря ролям в таких фильмах, как военный экшн «Атака» (1956), вестерн «Человек, который застрелил Либерти Вэланса» (1962), криминальный триллер «Убийцы» (1964), военный экшн «Грязная дюжина» (1967) и криминальный триллер «В упор» (1967). Как написал историк кино Джефф Стаффорд, в жизни Ли Марвин и Кинан Уинн много лет были лучшими друзьями. Они познакомились в начале 1950-х годов, и их объединила любовь к мотоциклам, после того как Марвин снялся в фильме «Дикарь» (1953) с Марлоном Брандо. «Кафе» был первым совместным фильмом Марвина и Уинна, но позднее они часто вместе снимались в многочисленных телепрограммах и позднее сыграли снова вместе в фильме «В упор» (1967).

## История создания фильма
Рабочее название этого фильма — «Лагуга на 101-й улице» (англ. Shack Up on 101).
Терри Мур была взята в аренду у студии Twentieth Century Fox специально для съёмок в этом фильме.
Согласно информации «Лос-Анджелес Экспресс» от 2 октября 1955 года, уличные сцены фильма снимались на натуре в Малибу, Калифорния.

## Фильмы о Красной угрозе
Как отметил Джефф Стаффорд, если верить некоторым фильмам того времени, «Красная угроза» была намного ближе, чем думали люди. Так, «марксистский вражеский агент мог быть вашим мужем, как в фильме «Женщина на пирсе 13» (1949), членом семьи – как в фильме «Мой сын Джон» (1952) и даже представителем иной формы жизни, как в фильме «Вторжение похитителей тел» (1956) . Другими известными фильмами эпохи, в которых на территории США действовали коммунистические агенты, относятся были «Идти преступным путём» (1948), «Красная угроза» (1949), «Большой Джим Маклейн» (1952), «Происшествие на Саут-стрит» (1953), «Пуля для Джои» (1955), «Пилот самолёта» (1957) и «Пять шагов к опасности» (1957) . Однако, по словам Гленна Эриксона, к моменту выхода «Кафе» «в 1955 году патриотические послания Холодной войны можно было встретить в жанровых триллерах любого типа, но картины, посвящённые исключительно деятельности сетей красных шпионов уже пошли на спад».

## Оценка фильма критикой

### Общая оценка фильма
Как написал кинообозреватель «Нью-Йорк Таймс» Босли Краузер после выхода картины на экраны, «поскольку Эдвард и Милдред Дейны написали для актёров текст, который порой рассчитан на взрослую аудиторию и кроме того смешон, а также задействуют актёров, которые умеют нужным образом подать эти юмористические строки и ситуации, фильму удаётся избежать клейма стандартной истории из серии про «шпионов против ФБР». Но мистер Дейн в качестве режиссёра этого малого фильма «ставит перед зрителем слишком много вопросов. Короче говоря, он разрывает собственные основания не только мускулистыми мужчинами, но и романтической историей, идеализмом и несколькими наивными заговорами. Всё это немного уводит в сторону» и не даёт сконцентрироваться на главном. По мнению критика, «как и зачем всё это делается - в общем настолько же понятно, как и формулы, которые мелькают на экране». И потому, «нельзя винить клиентов за то, что они избегают это «Кафе»».
Современные критики уделили фильму большое внимание как настоящей классике трэшевого кино. Как написал Гленн Эриксон, этот фильм является именно тем «особым сокровищем, которое время от времени вдруг как будто вываливается из багажника проезжавшего грузовика».  По словам критика, «после своего первого появления на экранах фильм завоевал нулевое уважение». В частности, в рецензии Variety его назвали «скучной, путаной мелодрамой» и «мешаниной из сарояновских персонажей». Однако, как утверждает Эриксон, этот «антикоммунистический триллер вовсе не путаный и не скучный, это история о типичном американском придорожном кафе, которое оказывается точкой бесчестных красных шпионов». По словам критика, «тональность картины гуляет в диапазоне от урока параноидальной гражданственности до расслабленности битниковской пьесы». При этом «фильм сохраняет ощущение абсурдности, даже когда переходит в мелодраму с размахиванием флагами».
В своей книге «Психотронный видеогид» (англ. The Psychotronic Video Guide) (1996) современный автор Майкл Уэлдон посчитал его «одним из самых странных фильмов 1950-х годов», а писатель и драматург Барри Гиффорд (англ. Barry Gifford) назвал «Кафе» «полутрэшевой версией «Окаменелого леса» эпохи Холодной войны» и «минималистским портретом Америки в её наиболее параноидальном проявлении». Историк кино Леонард Молтин также назвал картину «классикой трэша», которая рассказывает «о попытках официантки дешёвой забегаловки победить коммунизм, одновременно ловко уворачиваясь от развратных приставаний со стороны практически всех персонажей». По словам киноведа, это «абсолютно уникальный в своём роде фильм, большая часть которого происходит в единственной убогой декорации (дешёвом ресторанчике Уинна)». Как отмечено в его книге «Киногид Леонарда Молтина» (англ. Leonard Maltin’s Movie Guide), «любой любитель кино, который когда-либо видел этот фильм, наверняка, согласится с тем, что это, бесспорно, самый безумный фильм категории В, который вышел в период Холодной войны, когда паранойя по поводу проникновения коммунистов обеспечила Голливуд новым типом злодея».
Хэл Эриксон заметил, что «невозможно не полюбить эту сверхдешёвую мелодраму о паранойе Холодной войны, которая буквально полностью снята в одной декорации, представляющей захудалое придорожное кафе». Деннис Шварц назвал картину «бойким и остроумным образцом фильма о Красной угрозе периода паранойи Холодной войны 1950-х годов в Америке». Как отметил современный киновед Артур Лайонс, «среди фильмов своего времени о Красной угрозе, этот один из самых весёлых. Он попадает в категорию „настолько плох, что великолепен“. В каком другом жанре испачканный в пятнах, блудливый повар по имени Слоб (Разгильдяй) одновременно является крупной шишкой в коммунистической партии?». Лишь рецензент журнала TV Guide критически оценил картину, написав, что «несколько достойных актёров страдают в этом фильме, который еле ползёт, теряя по ходу зрителей. В фильме слишком много разговоров и не хватает экшна».

### Художественные особенности и некоторые памятные сцены фильма
Как отмечает Стаффорд, в этом фильме «коммунистическая угроза представлена — О, Боже! — поваром фастфуда в дешёвом и грязном кафе. Ли Марвин — и это одна из самых увлекательных его работ — играет персонажа, известного как Слоб, который выдаёт себя за тупого неандертальца, но на самом деле является коварным и смертельно опасным шпионом». По словам критика, «одним из наиболее нелепых сюжетных приёмов в фильме, которых в нём более чем достаточно, является идея о том, что Слоб использует закусочную как прикрытие для своей подрывной деятельности, включающей похищение секретных формул из расположенного поблизости исследовательского центра».
Как далее пишет Стаффорд, «главные герои фильма существуют в своей маленькой, клаустрофобной вселенной, которая представляет собой грязную маленькую остановку на пустынном отрезке Тихоокеанского побережья». Это похоже на «какой-то сюрреалистический вариант „Окаменелого леса“ (1936), большая часть повествования которого разворачивается в интерьере, оформленном висящим на стене марлином, рыболовецкими сетями, иллюминатором, музыкальным автоматом и несколькими барными стульями, обеспечивая минималистский декор». При этом «одна из немногих уличных сцен неожиданно происходит в самом начале, когда сексуальная блондинка (Терри Мур) загорает на пляже, неожиданно оказываясь зажатой в объятиях целующего её незнакомца (Ли Марвин). Или так это выглядит. То, что поначалу представляется потенциальным изнасилованием, становится неуклюжей грубой вознёй, когда мы понимаем, что борющаяся пара — это коллеги по кафе, которое торгует гамбургерами, и что официантка Котти имеет богатый опыт рутинного отражения приставаний повара Слоба».
Критик далее пишет, что самые преданные «поклонники фильма часто затрудняются выбрать свою любимую сцену, так как их много — просто глаза разбегаются. И всё же есть две, которые заслуживают особой премии в „Зале славы“. В первой из них Сэм и Котти энергично ласкаются и целуются, обсуждая Билль о правах. Не менее странной выглядит и гомоэротичная сцена, когда Джордж и Слоб раздеваются, сравнивая свои мышцы живота, а затем торопливо и нервно надевают свои рубашки, когда их прерывает Котти». Гленн Эриксон также обращает внимание на сцену «с поднятием тяжестей, которая приобретает странный гейский налёт, когда Слоб и Джордж начинают сравнивать свои тела. Они немедленно начинают одеваться, когда Котти возвращается в кафе — они не хотят, чтобы их застали без рубашек».
И, как замечает Эриксон, «никакой триллер Холодной войны не будет полным без лекции об американской самоуспокоенности перед лицом коммунистической угрозы». Так и в этом фильме профессор Сэм произносит следующий страстный монолог: «Обезьяны взяли верх… Пока мы смотрели телевизоры и набивали свои холодильники, они вышли из джунглей и двинулись на нас. И что хуже всего, они начали одеваться, как мы, и думать, как мы. А мы остались там, где были в начале. Звери начали охотиться на людей».

### Оценка работы режиссёра и творческой группы
Как пишет Стаффорд, этот «низкобюджетный фильм был поставлен Эдвардом Дейном по сценарию, написанному совместно с женой Милдред». По словам критика, «хотя ни одна другая работа Дейна не приближается по своей эклектичности к этой, некоторые другие его фильмы, среди которых хоррор-вестерн с вампиром-стрелком „Проклятие мертвецов“ (1959), а также фантастический хоррор „Женщина-пиявка“ (1960) с Колин Грей в роли женщины, которая открывает тайну вечной молодости, демонстрируют признаки исключительного и необычного таланта Дейна».
Шварц замечает, что «сценарист и режиссёр Эдвард Дейн и его жена Милдред в качестве соавтора, обеспечивают очень смешной поворот для суперпатриотических фильмов, одновременно читая проповедь тем, кто и так с ними согласен».
Гленн Эриксон считает, что «Дейн ставит фильм в стиле, напоминающем картины Monogram и PRC 1940-х годов, но с лучшей операторской работой и более качественной актёрской игрой».
По мнению Стаффорда, «подлинной звездой фильма является оставшийся за камерой оператор Флойд Кросби, который завоевал „Оскар“ за свой первый фильм „Табу: история южных морей“ (1931), и кроме того снимал „Ровно в полдень“ (1952) и бесчисленное множество фильмов для American International Pictures, таких как „Атака крабов-монстров“ (1957), „Колодец и маятник“ (1961) и „Пляж Бикини“ (1964).

### Оценка актёрской игры
Шварц наряду со многими другими критиками отмечает „хороший актёрский состав фильма“, особенно выделяя Ли Марвина, который превосходен в своей роли блудливого грязного повара фастфуда по имени Слоб, который одновременно оказывается секретной шишкой в коммунистической партии». Босли Краузер также считает, что в первую очередь, «надо отдать должное Ли Марвину за блестящее исполнение роли жёсткого, зловещего и казалось бы тупого повара». При этом «Терри Мур радует глаз в роли официантки, которая привлекает всех мужчин в своём окружении. Фрэнк Лавджой создаёт немного дезориентирующий образ учёного, который как будто является предателем, а Уинн добавляет несколько забавных моментов в роли озабоченного владельца заведения».
Гленн Эриксон также отдаёт должное «энтузиазму актёров», которые «делают фильм живым и увлекательным». В первую очередь, он выделяет Марвина в роли Слоба, которого Сэм описал как «восьмицелиндровое тело при двухцелиндровом уме». По мнению Эриксона, «Слоб является самым увлекательно непоследовательным предателем в кино, и его поведение кажется контрпродуктивным для человека, который крадёт ядерные секреты. Страдая от острой сексуальной неполноценности, Слоб пристаёт к Котти при каждой возможности — на пляже и на кухне. А в какой-то момент он весело угрожает положить „что-то гадкое“ в гамбургер Эдди».
Заслуживают внимания также и актёры, играющие «партнёров Слоба по шпионажу», среди них Лен Лессер в роли местного рыбака Пёрча и Фрэнк де Кова в роли учёного Клода Диллона, который работает в близлежащей лаборатории. Среди положительных персонажей «обращает на себя внимание Кинан Уинн в роли саркастичного владельца кафе Джорджа и Уит Бисселл в роли его старого армейского товарища Эдди, который всё ещё страдает от пост-травматического шока после высадки в Нормандии, Дональд Мёрфи и Джесс Бейкер в ролях пары остроумных водителей, а также Терри Мур в роли Котти, единственной женщины в ближайшем окружении, которую жаждут заполучить все мужчины, но её интересует только Сэм». Как отмечает Эриксон, «Терри Мур смотрится хорошо, её Котти кажется искренне расстроенной, когда узнаёт, что её парень — предатель, даже если перед этим ей надо посмотреть смысл этого слова в словаре». По мнению Майкла Кини, «фигуристая Мур потрясающа в роли не особенно умной, но пылкой „помидорки“, которая, кажется, вызывает сексуальное желание у каждого. Но даже она не может переиграть Марвина, который доставляет наибольшее удовольствие в этом фильме».